# Copernicia
Classification APG IV (2016)
Genre
Synonymes
- Arrudaria   Macedo  (1867) «not validly publ.»
- Coryphomia   Rojas Acosta  (1918)

Copernicia est un genre de la famille des palmiers ou Arécacées. Il comprend des espèces appelées communément palmiers à cire. Le genre a été nommé ainsi par le botaniste Carl Friedrich Philipp von Martius, en 1837, en hommage à l'astronome polonais Nicolas Copernic.

## Classification
- Sous-famille des Coryphoideae
  - Tribu des Trachycarpeae

Ce genre  partage cette tribu (des «non encore placés») avec six autres genres :  Acoelorrhaphe,  Brahea,  Colpothrinax,  Pritchardia,  Serenoa,  Washingtonia .

## Description
- Les stipes sont solitaires et atteignent des tailles variables. Le haut du tronc, sous la couronne est parfois recouvert d'une jupe formée par les feuilles desséchées.
- Les feuilles en éventail sont recouvertes de cire. Les pétioles sont de longueur variable, parfois absents. Ils sont recouverts d'épines à la base.

## Habitat et milieu
Leur habitat naturel se trouve en Amérique du Sud, à Haïti et à Cuba. Les espèces sont souvent endémiques, et localisées sur de petits territoires. Elles poussent dans des savanes et forêts. Certaines sont très exigeantes quant à la nature du sol (ex : sol contenant du sillicate).

## Utilisation
Le palmier carnauba, Copernicia prunifera, qui est une plante native du Nord-Est du Brésil, produit une cire, appelée cire de carnauba, qui est récoltée sur les feuilles des arbres. Cette cire donne lieu à de nombreuses applications. Elle est utilisée dans des produits pour polir les voitures, les chaussures, le sol, et elle est souvent mélangée avec de la cire d'abeille pour diverses applications.
Elle est aussi l'un des principaux ingrédients de la wax utilisée par les surfers. Elle est alors combinée avec de l'huile de coco.
Elle est également utilisée dans la préparation de produits industriels culinaires. On enduit les aliments de cette cire pour leur donner un aspect brillant. On la retrouve ainsi dans des confiseries comme les M&M's et les Tic Tacs, et dans certains chocolats. Elle est aussi utilisée dans l'industrie cosmétique, dans les crèmes et rouge à lèvres ainsi que dans les mascaras. Elle trouve également des applications dans l'industrie pharmaceutique, pour enrober certains médicaments.

## Liste des espèces
Le genre comprend 22 espèces, hors des variétés et hybrides:
- Copernicia alba Morong, Ann. New York Acad. Sci. 7: 246 (1893).
- Copernicia baileyana (en) Léon, Revista Soc. Geogr. Cuba 4: 22 (1931).
- Copernicia berteroana (en) Becc., Webbia 2: 150 (1908).
- Copernicia brittonorum Léon, Revista Soc. Geogr. Cuba 4: 19 (1931).
- Copernicia cowellii (en) Britton & P.Wilson, Bull. Torrey Bot. Club 41: 17 (1914).
- Copernicia curbeloi (en) Léon, Revista Soc. Geogr. Cuba 4: 23 (1931).
- Copernicia curtissii (en) Becc., Webbia 2: 176 (1908).
- Copernicia ekmanii Burret, Kongl. Svenska Vetenskapsakad. Handl., III, 6(7): 5 (1929).
- Copernicia fallaensis Léon, Revista Soc. Geogr. Cuba 4: 21 (1931).
- Copernicia gigas Ekman ex Burret, Kongl. Svenska Vetenskapsakad. Handl., III, 6(7): 3 (1929).
- Copernicia glabrescens (en) H.Wendl. ex Becc., Webbia 2: 170 (1908).
- Copernicia hospita (en) Mart., Hist. Nat. Palm. 3: 243 (1838).
- Copernicia humicola (en) Léon, Mem. Soc. Cub. Hist. Nat. Felipe Poey 10: 22 (1936).
- Copernicia longiglossa (en) Léon, Mem. Soc. Cub. Hist. Nat. Felipe Poey 10: 210 (1936).
- Copernicia macroglossa H.Wendl. ex Becc., Webbia 2: 177 (1907).
- Copernicia molinetii (ceb) León, Revista Soc. Geogr. Cuba 4: 25 (1931).
- Copernicia oxycalyx (sv) Burret, Kongl. Svenska Vetensk. Acad. Handl., ser. 3, 6(7): 6 (1929).
- Copernicia prunifera (en) (Mill.) H.E.Moore, Gentes Herb. 9: 24a (1963). - Carnauba
- Copernicia rigida Britton & P.Wilson, Bull. Torrey Bot. Club 41: 17 (1914).
- Copernicia roigii (en) Léon, Revista Soc. Geogr. Cuba 4: 17 (1931).
- Copernicia tectorum (Kunth) Mart., Hist. Nat. Palm. 3: 243 (1838).
- Copernicia yarey (en) Burret, Kongl. Svenska Vetenskapsakad. Handl., III, 6(7): 7 (1929).

## Conservation
Statut des espèces menacées ou vulnérables du genre selon la Liste rouge de l'UICN (version 2.3) :
- Copernicia baileyana : LR.
- Copernicia brittonorum : VU B1+2e.
- Copernicia ekmanii : EN C1.
- Copernicia gigas : VU B1+2e.
- Copernicia rigida : LR.